# Balinka (szczyt)
Balinka (708 m) – niewybitny szczyt w Beskidzie Makowskim w polskich Beskidach Zachodnich.

## Położenie
Leży w południowo-wschodniej części Beskidu Makowskiego, w głównym grzbiecie Pasma Koskowej Góry, pomiędzy przełęczą Dział (601 m) na zachodzie i płytkim siodłem (ok. 687 m), oddzielającym ją od wzniesienia Jaworzyńskiego Wierchu (Gorylka, 783 m) na wschodzie. Wznosi się ok. 5,2 km na północny wschód od szczytu Koskowej Góry i jest najbardziej na północ wysuniętym szczytem w głównym grzbiecie pasma.
Grzbietem pasma przez szczyt Balinki biegnie granica gmin Tokarnia (na południu) i Pcim (na północy).

## Charakterystyka
Szczyt w formie niskiej, płaskiej kopuły. Południowe stoki Balinki opadają stosunkowo łagodnie ku dolinie źródłowych cieków potoku Więcierza w Więciórce. Stoki północne są stromsze i bardziej rozczłonkowane, formują krótki, szeroki grzbiet opadający ku północnemu wschodowi ku dolinie Trzebuńki w Trzebuni. Partie szczytowe po poziomicę ok. 600 m n.p.m. na południu i ok. 500 m n.p.m. na północy porośnięte lasem.

## Turystyka
Szczyt bez znaczenia turystycznego, bez widoków. Tuż na południe od wierzchołka przebiega żółto znakowany szlak turystyczny z Pcimia na Koskową Górę.